# 淫祠
淫祠是指非官方祭典認可的祠庙，多由民间自行設立的祠庙。
淫是指多餘的，淫祠即多餘的祠庙，通常是勞民傷財。《禮記·曲禮下》很清楚的說：“非其所祭而祭之，名曰淫祀。淫祀無福。”。《宋书·武帝纪下》稱：“淫祠惑民费财，前典所絶，可并下在所除诸房庙。”唐朝時常有毀淫祠之舉，《新唐书·狄仁杰传》載：“吴楚俗多淫祠，仁杰一禁止，凡毁千七百房，止留夏禹、吴太伯、季札、伍员四祠而已。”宋朝時，陳希亮亦有毀淫祠之舉，范镇《东斋记事》卷三：“又知虔州雩都县，毁淫祠数百区，勒巫覡为良民七十餘家。” 